# Форноволаско (Лука)
Форноволаско је насеље у Италији у округу Лука, региону Тоскана.
Према процени из 2011. у насељу је живело 61 становника. Насеље се налази на надморској висини од 500 м.